# Aonidia obtusa
Aonidia obtusa är en insektsart som beskrevs av Green och Robert Malcolm Laing 1921. Aonidia obtusa ingår i släktet Aonidia och familjen pansarsköldlöss.
Artens utbredningsområde är Seychellerna. Inga underarter finns listade i Catalogue of Life.